# 등기우편
등기 우편(登記郵便, 영어: registered mail)은 우편물의 취급 과정을 기록하여, 배달 경로를 명확히 하는 우편물의 특수 취급 제도이다. 기본 우편 요금 이외에 등기 취급 수수료를 함께 징수하며, 접수부터 배달까지의 전 송달 과정을 기록하므로 송달률이 높다. 안전한 송달을 위하여 우편물을 접수할 때부터 수취인이 받을 때까지 모두 기록하기 때문에 분실 위험 또한 적다.

## 형태
원칙적으로는 발송인이 해당 우편물의 왼쪽 중간에 등기 표시를 하여야 하나, 우편 사무 창구 자동화로 일반적으로 라벨을 이용하여 등기를 표시한다.

## 특징
우편물을 접수할 때, 발송인에게 접수번호를 기록한 특수우편물수령증을 교부한다. 또한 운송시나 배달시에는 경로를 기록하며, 집중국간의 도착 또는 발송이 기록되어 국내특급우편의 경우 지정된 배달 기한 이내에 배달하는 것을 원칙으로 한다. 수령자에게는 특수우편물배달증에 수령인이 서명 또는 날인하여 수령사실을 기록한다.
일반우편물과 달리 망실되거나 훼손되었을 때에는 해당 우편물에 대한 소정의 손해배상 청구가 가능하며, 우편물이 발송자에게 반송될 때에는 환부료를 징수한다. 부가 특수 취급이 가능한 것도 일반우편물과 다른 점이다.

## 등기우편의 부가 특수취급

### 보험취급
- 보험취급 우편물은 지정된 봉투를 이용하여 해당 대상물을 넣어 봉한 뒤, 봉함 부분이 표시된 것에 봉함지를 붙인 후 발송인의 인장을 찍어야 한다. 다만 통화등기우편물에는 우정사업본부장이 정하는 바에 따라 봉함방법을 달리할 수 있다. 보험취급우편물은 우편물과 일치하도록 내용 및 품명과 금액을 명료하게 기재하여야 한다.
  - 통화등기 : 보험등기 취급용 봉투를 이용하여 통화를 배달하는 특수취급제도이다. 해당 통화의 총 액면이 1백만 원 이하일때에만 가능하다. 민원우편에 동봉된 통화의 경우 통화등기에 해당하지 아니한다. 발송인이 명확치 않거나 우편물의 환부가 불가할 때는 해당 통화등기의 수수료와 같은 액수의 부과금을 합하여 수취인에게 징수하고 배달한다. 이때 우편물에 동봉된 통화의 금액을 초과할 때는, 해당 통화의 금액만을 징수한다.
  - 물품등기 : 보험등기봉투를 이용하여 귀금속·보석·옥석 등 사회통념으로 볼 때 용적에 비해 가격이 높아 취급에 유의할 필요가 있다고 발송인이 신고한 물품을 배달하는 특수취급제도이다. 이때 발송인이 정하는 물품의 가격이 3백만 원 이하일 때에 가능하다.
  - 유가증권등기 : 보험등기봉투를 이용하여 수표나 우편환증서 등의 유가증권을 배달하는 특수취급제도로, 액면 또는 권면가액이 2천만 원이하의 송금수표·국고수표·우편환증서·자기앞수표·상품권·선하증권·창고증권·화물상환증·주권 및 어음 등의 유가증권에만 한하여 취급한다.

### 민원우편
- 민원우편은 지정된 특정 민원서류의 발급을 위하여 우편 또는 정보통신망을 이용해 발급신청에 필요한 서류와 발급수수료를 송부하고, 그에 따라 발급된 민원서류와 발급수수료 잔액 등을 지정된 민원우편봉투에 함께 넣어 송달하는 특수취급제도이다.
- 민원우편의 회송은 해당 민원서류를 발급한 기관에서 행하며, 발송 및 회송에는 국내특급우편으로 취급된다. 민원우편물의 봉투에는 동봉된 통화의 금액을 기재하여야 한다.

### 대금교환
- 대금교환은 현금추심을 위탁받은 물건을 지정된 수취인에게 배달하고, 그 대금을 해당 수취인으로부터 받아 발송인에게 송금하여 주는 특수취급제도이다. 1998년까지는 현금추심취급이라고 불렀다.
- 대금교환우편의 취급금액은 1백 원이상 1백만 원이하로, 1십 원이하의 단수를 붙일 수는 없다. 우편물의 표면에는 대금교환 표시와 해당 교환금액을 기재하여야 하며, 교환한 대금을 송부할 우편대체계좌 혹은 우체국예금계좌의 계좌번호를 기재하여야 한다.
- 대금교환우편물의 배달은 해당 우편물을 배달우체국에 보관하고, 무료등기우편을 이용하여 도착통지서를 수취인에게 발송한 뒤 본인이 우체국 창구에서 대금과 교환한다. 기한은 도착 익일로부터 10일 이내이며, 교통이 불편하여 수취인의 교부가 불가하다고 인정될 때에는 20일의 범위 내에서 연장할 수 있다.
- 잠종(蠶種)의 경우에는 우편물의 표면에 보기에 쉽도록, 발송인이 붉은 글씨로 ‘잠종’이라고 표시하여야 한다. 대금교환우편물이 잠종일 때에는 교환 기간을 3일이내로 한정한다.
- 대금교환우편물과 교환한 대금은 발송인의 우편대체계좌 혹은 우체국예금계좌에 입금하며, 이상 두 사항 중 하나도 기재되지 아니하였을 때에는 우편환을 이용하여 발송인에게 송부한다.
- 대금교환우편물의 발송인은 우체국에서 대금교환우편물을 교부하기 전에 한하여, 해당 우편물의 수령증을 제시한 후 대금교환의 취소 또는 교환금액의 변경을 발송 우체국에 청구할 수 있다. 또한 대금교환우편물의 발송인 또는 수취인은 1회에 한하여 배달 우체국에서 아직 도착통지서를 발송하지 아니한 우편물의 전송을 해당 우체국에 청구할 수 있다.

### 증명취급
증명취급우편은 해당 발송 우편물의 내용이나 배달사실, 접수시각 등을 우체국이 기록하여 증명하는 제도이다. 증명취급우편물의 경우 해당 우편물의 표면에 내용증명·배달증명·접수시각증명 등 해당 증명취급의 여부를 표시하여야 한다.
- 내용증명 : 발송인이 해당 수취인에게 우체국의 창구 또는 정보통신망을 이용하여 어떠한 내용의 문서를 언제 발송하였다는 사실을 우체국이 기록하여 증명하는 특수취급제도이다. 자세한 내용은 내용증명 항목을 참조.
- 배달 증명 : 우편물의 배달일자 및 수취인을 배달한 우체국에서 증명하여 발송인에게 통지하는 특수취급제도로, 배달증명서는 우편으로 송부한다. 다만 발송인이 원할 때에는 정보통신망을 이용한 전자적인 방법으로 송부할 수도 있다.
- 접수시각증명 : 발송인의 우편물을 접수한 시각을 기록하여, 접수한 해당 우체국이 증명하는 특수취급제도이다.

### 특급취급
특급취급우편은 긴급을 요하는 우편물을 통상의 배달방법보다 빠르게 전달하기 위하여, 일정한 수단을 이용해 지정된 기한 내에 발송하도록 하는 제도이다. 특급취급우편물은 표면에 해당 특급의 표시를 한다.
- 특사배달 : 국내특급우편 취급지역으로 지정된 지역 이외의 지역으로 송달하는 우편물을 통상의 배달방법보다 빠르게 전달하기 위하여, 해당 배달 우체국에서 배달할 사람을 지정하여 우편물을 배달케 하는 특수취급제도이다.
- 국내특급우편 : 국내특급우편 취급지역으로 지정된 지역 상호간에, 송달에 긴급을 요하는 우편물을 통상의 송달 방법보다 빠른 방법을 이용하여 약속한 시간내에 신속히 배달하는 특수취급제도이다. 자세한 내용은 국내특급우편 항목을 참조.
- 요금수취인지불특급우편 : 우편물 발송인에게 방문하여 우편물을 접수한 뒤, 국내특급우편에 준하는 방법을 이용하여 배달하여 요금을 해당 수취인으로부터 징수하는 특수취급제도이다. 발송인에게 방문하여 접수하므로, 수집시각 등을 접수할 우체국과 사전에 약정하고 취급우체국이 지정한 봉투를 이용해 발송하여야 하며, 배달 결과가 발송인에게 통보된다.

### 특별송달
특별송달은 민사소송법에서 송달은 우편 또는 집행관에 의해 하도록 되어있는 조항에 따라, 우편을 이용하여 송달하는 문서에 대해 배달 우체국에서 배달 결과를 발송한 사람에게 통지하도록 하는 특수취급제도이다.
- 특별송달우편물의 표면에는 특별송달의 표시를 하여야 하며, 뒷면에는 송달에 필요한 사항을 기재한 우편송달통지서용지를 첨부하여야 한다.
- 특별송달우편물을 배달할 때에는 우편송달통지서의 해당란에 수령인이 서명 또는 날인하여야 하며, 수취인의 부재 등이 아닌 수취인의 자의로 수령을 거부하였을 때에는 해당 장소에 우편물을 두어 유치송달할 수 있다.

### 우편자루배달
우편자루배달은 동일한 발송인이 동일한 수취인에게 동시에 발송하는 다량의 통상우편물을 우편자루에 넣은 상태로 접수하여, 그 우편자루를 해당 수취인에게 배달하는 특수취급제도이다.
- 우편자루배달시에 우편자루의 무게는 우편물의 중량에 산입하며, 우편자루배달우편물의 접수나 우편자루의 봉함 등은 발송인이 보는 곳에서 하여야 한다. 우편자루는 지정된 바에 따라 사제할 수도 있다.

## 같이 보기
- 배달증명 우편(영어판)
- 내용증명